# エア・モーレア1121便墜落事故
エア・モーレア1121便墜落事故とは、2007年8月9日に発生した、フランス領ポリネシアの航空会社、エア・モーレア1121便（デ・ハビランド・カナダ DHC-6）の墜落事故である。

## 概要
この日、エア・モーレア1121便はフランス領ポリネシア・モーレア島のモーレア空港（タマエ空港）を離陸してから約1分後にラグーンに墜落し、乗客19人とパイロット1人の計20人全員が死亡した。この便はタヒチ島、ファアア国際空港(パペーテ国際空港)に向かっていた。

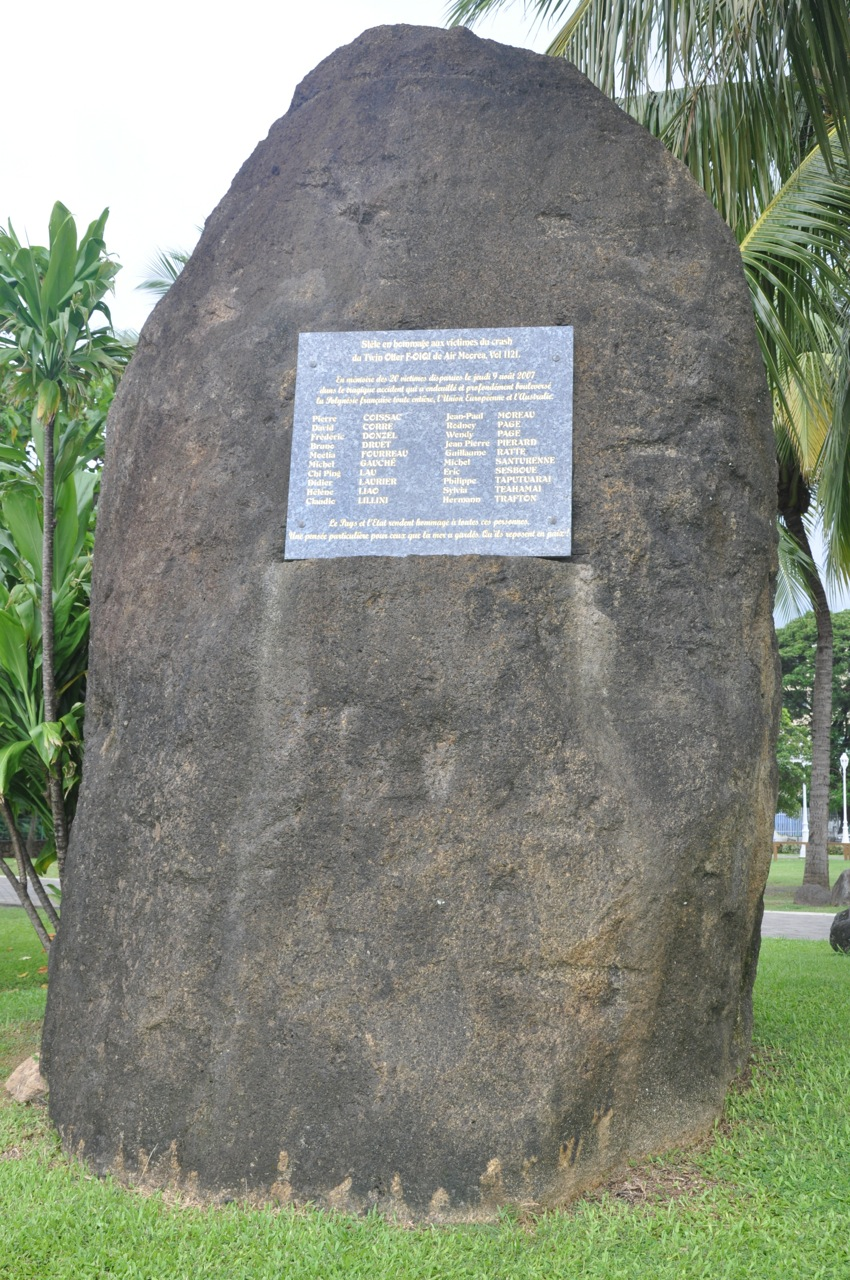
事故の追悼碑

同社はこれは39年間で初めての墜落事故であると述べた。 事故原因は、ファアア空港の構造的要因による昇降舵操作のためのワイヤ（索）の破断と考えられている。
ナショナルジオグラフィック社：Air Crash Investigation New Episodes Air Moorea Flight Terror In Paradise MayDay 2014 new series にて、事故原因を以下のように推定している。
エア・モーレアの機体はファアア国際空港で夜間駐機をしていた。ファアア空港はタヒチの玄関口で、タヒチ諸島間を結ぶ小型機とタヒチと島外を結ぶ大型ジェット旅客機の離着陸が行われていた。ジェットエンジンからは、非常に強い後方排気が存在する。大型機と小型機が混在する空港では、ジェットエンジンの後方排気が小型機に影響を及ぼさないような構造を取るのが通常である（ジェットエンジンの後方排気の直撃による、小型機の横転事故例も存在するため）。しかし、ファアア空港のレイアウトでは、エア・モーレアの駐機場が大型機の誘導路脇にあり、大型機の運用を容易にするため、ジェットエンジン後方排気から小型機を守るための防護壁が撤去されていたため、大型機のジェットエンジンの後方排気が、駐機中の小型機を直撃するようなレイアウトになっていた。エア・モーレアでは、駐機中は昇降舵を機首下げ位置に固定した状態で駐機するのが常であった。更に当該機ではコントロールワイヤを塩害には強いが摩耗への耐久度は低いステンレスに替えていた。このためジェットエンジンの後方排気により、駐機中の小型機の昇降舵に設計上の想定値を超える外力が頻繁に加わることとなり、昇降舵操作のためのワイヤ（索）の破断が進行した。2007年8月9日の事故時、離陸後約400フィート (120 m)まで上昇した時点で、このワイヤ（索）の致命的な破断が起こり、昇降舵が機首下げ方向の位置へ固定された。昇降舵が機首下げ方向で固定された結果、水平尾翼に上向き揚力が生じ、機首下げ姿勢のまま墜落した。

## 映像化
- メーデー!:航空機事故の真実と真相 第11シーズン第9話「TERROR IN PARADISE」